# Вавилонская библиотека
«Вавило́нская библиоте́ка» (исп. La biblioteca de Babel) — рассказ аргентинского писателя Хорхе Луиса Борхеса (1899—1986). Написан на испанском в 1941 году, опубликован в книге «Сад расходящихся тропок» в 1944 году; переведён на английский сразу в двух вариантах в 1962 году.

## Художественная форма
Слово «Вавилон» в названии рассказа не имеет в виду древний город в Междуречье, а является для автора синонимом всеобщности, как и в рассказе «Лотерея в Вавилоне», где в игру-лотерею оказывается вовлечено всё население вымышленного города.
Рассказ написан в обычной для Борхеса форме эссе-фикции, поэтому в нём практически нет повествования, он описывает особую, созданную воображением писателя вселенную-библиотеку. Рассказу предпослан эпиграф из «Анатомии меланхолии».

## Структура библиотеки
Библиотека состоит из шестигранных комнат, в каждой из которых имеется по двадцать полок, на каждой из которых находятся тридцать две книги одного формата, во всех книгах по четыреста десять страниц, на странице сорок строк, в строке около восьмидесяти букв чёрного цвета, которые допускают двадцать пять орфографических символов: двадцать две буквы, точку, запятую и пробел.  Цифры и заглавные буквы отсутствуют.
Большинство книг абсолютно бессмысленны, так как они являют собой комбинаторный перебор всех возможных вариантов двадцати пяти знаков. Однако эти варианты никогда не повторяются, главный закон библиотеки: в библиотеке не бывает двух одинаковых книг. Поэтому число книг конечно, и библиотека имеет границы.
Хотя процент осмысленных книг от общего числа очень небольшой, такие книги потенциально содержат абсолютно все созданные и даже не созданные человечеством тексты. Борхес приводит в качестве примера подробнейшую историю будущего, автобиографии архангелов, верный каталог библиотеки, тысячи и тысячи фальшивых каталогов, доказательство фальшивости верного каталога, гностическое Евангелие Василида, комментарий к этому Евангелию, комментарий к комментарию этого Евангелия, правдивый рассказ о твоей собственной смерти, перевод каждой книги на все языки, интерполяции каждой книги во все книги, трактат, который мог бы быть написан (но не был) Бедой по мифологии саксов, пропавшие труды Тацита.
Можно посчитать, что в библиотеке 24 × 1 312 000 = 31 488 000 книг, отличающихся всего одной буквой, и 991 493 388 288 000 книг, различающихся только двумя буквами.
В своём рассказе Борхес реализует один из вариантов теоремы о бесконечных обезьянах («Если вы посадите бесконечное число обезьян за пишущие машинки, то одна из них обязательно напечатает „Войну и Мир“ или пьесы Шекспира»), вводя ограничение для возможных вариантов, но предполагая обязательную реализацию всех потенций в системе.

## Объём библиотеки
Исходя из приведённых Борхесом параметров, число книг в библиотеке рассчитывается так:
- Число символов в одной книге: 410 × 40 × 80 = 1 312 000;
- Число символов в алфавите: 25;
- Если учитывать, что в Вавилонской библиотеке невозможны две одинаковые книги, число книг будет равно числу вариантов расположения знаков в книге: 251 312 000. Это число называют числом Борхеса[1].

Таким образом, ответом на вопрос о числе книг в Вавилонской библиотеке будет число Борхеса, требующее для записи в десятичной системе 1 834 098 цифр.
Первые восемьдесят цифр этого числа: 19560399176013321291099221883522448546756341265197230144220784247878134492069312…
Поскольку в одном шестиграннике 20 × 32 = 640 книг, то необходимо 3056 × 101 834 094 шестигранных комнат, чтобы вместить все книги библиотеки.
Так как библиотека по Борхесу не имеет границ, мы должны предположить, что она замкнута сама на себя, то есть находится, например, в гиперсфере с объёмом поверхности 2π²r³. Радиус гиперсферы вычисляется из объёма одной шестиугольной комнаты (около 30 м³) по формуле
{\displaystyle r={\sqrt[{3}]{3056\times 10^{1\,834\,094}\times 30/{2\pi ^{2}}}}\approx 2783\times 10^{611\,364}} м.
Объём Вавилонской библиотеки превосходит объём наблюдаемой части Вселенной примерно в 10611 338 раз.